# Scilla tayloriana
Scilla tayloriana är en sparrisväxtart som beskrevs av Alfred Barton Rendle. Scilla tayloriana ingår i släktet blåstjärnesläktet, och familjen sparrisväxter. Inga underarter finns listade i Catalogue of Life.